# 2018년 9월 죽음
다음은 2018년 9월에 사망한 저명한 인물 목록이다.
- 9월 2일 - 대한민국의 교수 차영배
- 9월 3일 - 조선민주주의인민공화국의 정치인 주규창
- 9월 4일 - 대한민국의 프로레슬링선수 이왕표
- 9월 6일 - 미국의 배우 버트 레이놀즈
- 9월 7일 - 미국의 가수 맥 밀러
- 9월 12일
  - 대한민국의 배우 김인태
  - 알제리의 가수 라시드 타하
- 9월 13일 - 대한민국의 소설가 최옥정
- 9월 15일
  - 대한민국의 시인 양채영
  - 일본의 배우 키키 키린
- 9월 18일 - 미국의 건축가 로버트 벤투리
- 9월 21일
  - 대한민국의 정치인 임내현
  - 베트남의 정치인 쩐다이꽝
- 9월 23일
  - 대한민국의 공무원 백상승
  - 미국의 공학자 찰스 K. 가오
  - 일본의 야구선수 다키우치 야스오
- 9월 29일 - 미국의 블루스 기타리스트 겸 싱어송라이터 오티스 러시